# SN 2005mr
SN 2005mr – supernowa typu Ia odkryta 13 grudnia 2005 roku w galaktyce A123632+6215. W momencie odkrycia miała maksymalną jasność 24,20m.